# Johann Heinrich Tonsor

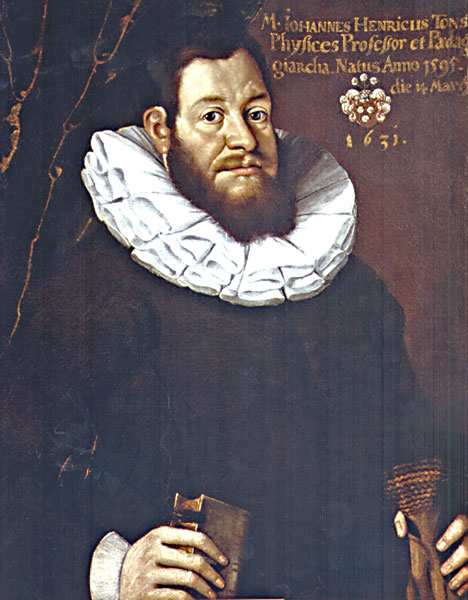
Johann Heinrich Tonsor, 1631

Johann Heinrich Tonsor (* 14. März 1595 in Igstadt bei Wiesbaden; † 1. Dezember 1649 in Gießen) war ein deutscher Philosoph und lutherischer Theologe unter dem Einfluss der Scholastik.

## Leben und Wirken
Johann Heinrich Tonsor wurde als Sohn des lutherischen Pfarrers Jonas Tonsor und Justina Fabri (Faber) geboren und wuchs in Kirtorf und Alsfeld im heutigen Vogelsbergkreis auf.
Nach dem Studium der Theologie, Philosophie und Pädagogik an der Universität Marburg wurde Tonsor in der Lahnstadt 1620 Professor der Physik. Im Jahre 1623 erregte er mit einer „Rede über die Rede“ großes Aufsehen. 1633 promovierte er mit einer Abhandlung De baptismo zum Doktor der Theologie. 1628 amtierte er als Prorektor, 1648 als Rektor der Universität.
In fünf weiteren Arbeiten widmete sich Tonsor bis 1635 dem Thema „Abendmahl“ sowie zwischen 1644 und 1647 den Disputationes catecheticae, in quibus quaestiones in decalogum breviter explicantur. Letztere Themenbearbeitung lässt Tonsor unverkennbar als Scholastiker erscheinen.
Im Jahre 1648 wurde Tonsor zum Professor für Theologie an der Universität Gießen berufen. 
Johann Heinrich Tonsor war in 1. Ehe mit der Gießener Bauschreibertochter Anna Maria Ebel verheiratet, die im Jahre 1635 (wie auch Tonsors Vater) an der Pest starb. In 2. Ehe heiratete er 1637 Elisabeth Stumpf, die Witwe des ebenfalls 1635 an der Pest verstorbenen Butzbacher Hofpredigers Heinrich Hirtzwig. Tonsor war Vater von drei Kindern, von denen zwei Superintendenten in Otterndorf wurden.

## Werke
Außer den bereits genannten:
- De oboedientia subditorum
- De statu hodierno imperii, 1618